# Томанек, Роман
Роман Томанек (словац. Roman Tománek; 28 января 1986, Поважска-Бистрица, Чехословакия) — словацкий хоккеист, правый нападающий. Выступает за ХК «Нитра» в Словацкой Экстралиге.

## Карьера
Воспитанник хоккейной школы ХК «95 Поважским Быстрица». Выступал за ХК «95 Поважским Быстрица», «Калгари Хитмен» (ЗХЛ), «Сиэтл Тандербёрдс» (ЗХЛ), МсХК «Жилина», ХК 05 «Банска Быстрица», БК «Млада Болеслав».
В чемпионатах Словакии — 216 матчей (87+67), в плей-офф — 25 матчей (6+4). В чемпионатах Чехии — 7 матчей (0+0).
В составе национальной сборной Словакии провел 6 матчей (3 гола). В составе юниорской сборной Словакии участник чемпионата мира 2004.